# Kapuzinerkloster Bremgarten

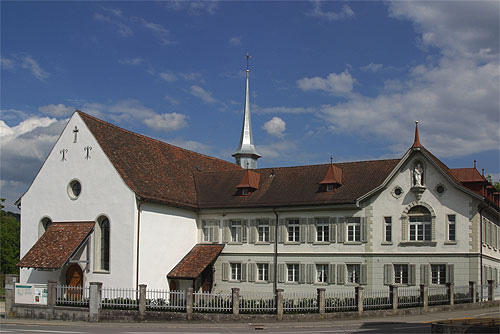
Kapuzinerkloster Bremgarten

Das Kapuzinerkloster Bremgarten ist ein ehemaliges Kloster des Kapuzinerordens. Es befindet sich in Bremgarten im Kanton Aargau in der Schweiz und bestand von 1621 bis 1841. Seit 1889 sind im Konventgebäude und in angrenzenden Liegenschaften ein heilpädagogischer Dienst, eine heilpädagogische Schule sowie Wohnen für Kinder und Erwachsene mit primär kognitiven Behinderungen und anderen Entwicklungsauffälligkeiten und ein Ambulatorium für Psychomotorik eingerichtet, die von der St. Josef-Stiftung betrieben werden.

## Geschichte
Am 29. August 1617 stellte der Rat der Stadt dem Generalkapitel das Begehren, in Bremgarten ein Kloster zu bauen. Den Bauplatz schenkte Spitalherr Johannes Bucher. Die Grundsteinlegung erfolgte am 3. Mai 1618, doch konnten die Hauptarbeiten erst zwei Jahre später in Angriff genommen werden, weil zunächst ein Bauführer fehlte. Die Klosterkirche wurde 1621 geweiht, das Konventgebäude konnte 1622 bezogen werden.
Die Kapuziner widmeten sich der Seelsorge in Bremgarten und in den angrenzenden Dörfern. Zum Kloster gehörte ab 1673 auch eine Walkmühle, in der die Tuche für die gesamte schweizerische Kirchenprovinz hergestellt wurden. 1750 und 1760 erweiterte man die Klosterkirche um je einen Seitenaltar, das Konventgebäude musste 1760/61 wegen des schlechten Zustandes neu gebaut werden. Als Reaktion auf bewaffnete Aufstände nach der Verhaftung des Bünzer Komitees beschloss der Grosse Rat des Kantons Aargau am 13. Januar 1841 die Aufhebung aller Klöster und löste dadurch den Aargauer Klosterstreit aus. Alle Mönche mussten das Kloster innerhalb von 48 Stunden verlassen, danach stand es fast 50 Jahre lang leer.
Am 10. Januar 1889 eröffnete der St. Josefs-Hilfsverein ein Kinderheim für geistig Behinderte, das von den Ingenbohler Kreuzschwestern geführt wurde. 1948 löste eine Stiftung den Hilfsverein ab. Seit 1974 ist eine Fachschule für sozialpädagogische Berufe angegliedert, seit 1983 existieren auch Wohngruppen für schwerstbehinderte Erwachsene.
Seit 1988 wirkten die Kapuziner wieder in Bremgarten. In einem Kapuzinerhaus in der Nähe des ehemaligen Klosters lebten zwei Kapuziner, die vor allem für die religiöse Begleitung der geistig behinderten Kinder der Stiftung St. Josef zuständig waren. Sie übernahmen auch gottesdienstliche und seelsorgliche Aushilfen in der Umgebung und waren in der Bauernseelsorge tätig.

## Gebäude
Das ehemalige Kloster befindet sich in der Unteren Vorstadt, beim südlichen Brückenkopf der Bremgarter Reussbrücke. Die Klosterkirche gilt als Musterbeispiel eines Gotteshauses der schweizerischen Kapuziner-Provinz, bei dessen Gestaltung die Ordensvorschriften bis ins Detail strikte befolgt wurden. Das von Baumeister Victor Martin aus Beromünster entworfene Gebäude vereinigt spätgotische und frühbarocke Elemente. Kirchenschiff und Chor sind unter einem durchgehenden Satteldach vereint. Der Chor wiederum ist aufgeteilt in das äussere Altarhaus und den inneren Mönchschor. Letzterer ist vom Schiff aus nicht einsehbar.
Die hölzernen Altäre sind weitgehend unbemalt. In den 1784 erneuerten Hochaltar ist ein Bild aus dem Jahr 1621 integriert, das die Kreuzabnahme Christi zeigt. Flankiert wird der Hochaltar von Figuren der Heiligen Karl Borromäus und Franz von Assisi. Die Seitenaltäre enthalten Statuen des Franz von Assisi und der Muttergottes. 1965/66 wurde die Klosterkirche umfassend saniert. Während der Renovation der Stadtkirche in den 1980er Jahren diente sie als Ersatz für die katholische Kirchgemeinde.
Das zweistöckige Konventgebäude ist an seiner Südflanke mit der Klosterkirche verbunden. Die Bauleitung hatte der Franziskanerpater Lorenz aus Baden inne. Vor der Übernahme durch das Kinderheim im Jahr 1889 wurde das ebenfalls im spätgotischen Stil errichtete Gebäude im Inneren vollständig umgebaut. Hundert Jahre später erfolgte eine umfassende Sanierung.